# شیوری میکامی
شیوری میکامی (انگلیسی: Shiori Mikami; ۶ ژانویهٔ ۱۹۸۹ – ) صداپیشه اهل ژاپن بود.